# Palác Stoclet
Palác Stoclet (francouzsky Palais Stoclet, nizozemsky Stocletpaleis) je vila ve stylu vídeňské secese a art deco v Belgii. Nachází se v obci Woluwe-Saint-Pierre Bruselského regionu. V letech 1905 až 1911 ji dal postavit bankéř a sběratel umění Adolphe Stoclet podle návrhu českoněmeckého architekta působícího v Rakousku Josefa Hoffmanna. Na výzdobě interiéru se podílel Gustav Klimt. Patří k nejluxusnějším soukromým domům dvacátého století.
Od roku 2009 je budova zapsána na seznamu světového dědictví UNESCO. Nadále je soukromým majetkem rodiny Stoclet a není přístupná veřejnosti.